# Chiesa di San Pietro (Cento)
La chiesa di San Pietro è la più antica parrocchiale di Cento in provincia di Ferrara. Appartiene al vicariato di Cento dell'arcidiocesi di Bologna e risale al XIII secolo. Conserva opere del Guercino.

## Storia
La costruzione della primitiva chiesa con dedicazione a san Pietro risale al XIII secolo e risultà in tal modo essere una tra le più antiche sul territorio comunale centese.
Nella seconda metà del XVI secolo, quando fu affidata all'Ordine francescano, le sue dimensioni vennero ampliate. All'inizio del secolo successivo fu eretto il campanile e alla fine l'intera struttura venne rialzata.
Dal 1749 non fu più sede parrocchiale e divenne sussidiaria della chiesa dei Santi Sebastiano e Rocco. Nel 1843 fu restaurata assieme alle cappelle della Pietà de' Benefattori e il vicino convento francescano venne ampliato. Pochi anni dopo, nel 1878, la chiesa divenne proprietà statale.
Nel 1915 la chiesa di San Pietro rientrò tra i beni ecclesiastici e ritornò sede parrocchiale. Tra il 1982 e il 2009 fu oggetto di importanti lavoro di restauro conservativo col rifacimento della pavimentazione absidale, la revisione del prospetto principale e il restauro della torre campanaria.
Il terremoto dell'Emilia del 2012 creò danni alla struttura e fu necessaria un'importante azione di restauro e consolidamento.

## Descrizione

### Esterno
La chiesa è orientata ad est. Il prospetto principale è a capanna, in mattoni a vista. Anteriormente presenta un portico intonacato con cinque ampie campate. Sulla parte sinistra dell'edificio si trova l'acquedotto comunale mentre sulla parte destra si trova la canonica. La torre campanaria si trova isolata, in posizione arretrata. La copertura del tetto è in coppi.

### Interno
L'interno è diviso in tre navate.
La chiesa conservava tre pale del Guercino, tra cui il San Francesco in estasi con San Benedetto e un angelo, oggi al Museo del Louvre e San Bernardino da Siena prega la Madonna di Loreto, oggi conservata nella pinacoteca civica di Cento.